# Kings of Convenience
Kings Of Convenience é um duo folk-pop indie da Noruega. Composto por Erlend Øye e Eirik Glambek Bøe. O grupo musical é famoso por suas melodias de violão e sua influência da bossa nova brasileira. Øye e Bøe são os compositores e intérpretes de todas as faixas.

## História
Erlend e Eirik nasceram em 1975 (Erlend em 21 de novembro e Eirik em 25 de outubro), e se conheceram aos onze anos. Aos dezesseis, tocaram juntos na banda Skog com outros dois amigos lançando um LP, antes de se separarem e formar o duo depois.
Os dois apareceram em festivais europeus durante o verão de 1999. Em Londres, em 2001, eles lançaram o álbum Quiet Is The new Loud. O álbum teve muito êxito e até mesmo emprestou seu nome a um movimento pequeno de músicos pop underground que levou Belle & Sebastian e Simon & Garfunkel como suas inspirações e enfocaram em mensagens e melodias mais sutis.
Versus, um álbum de remixes das faixas de Quiet Is The new Loud, veio logo após. Depois deste ano de inovação, não se ouviu mais falar na banda. Øye passou alguns anos em Berlim e faz um material solo. Durante esse período, Øye formou a banda The Whitest Boy Alive por volta de 2003.
Apenas em 2004 o álbum Riot On A Empty Street foi lançado. O clipe de "I'd Rather Dance With You", segundo single de Riot On A Empty Street, ficou no primeiro lugar da MTV como melhor clipe europeu de 2004. O álbum também caracterizou contribuições de Leslie Feist. O duo também fez covers das musicas "Manhattan Skyline" da banda A-ha e "Once Around the Block" de Badly Drawn Boy e as regravaram no disco Quiet Is The new Loud e no single "Toxic Girl" como "bonus-track".

## Discografia

### Álbuns
- Peace Or Love (2021)
- Declaration of Dependence (2009) (lançamento 2 de outubro de 2009)
- Riot On An Empty Street (CD) - (2004)
- Quiet Is The New Loud (CD) - Astralwerks - (2001)
- versus (CD) - Astralwerks - (2001)
- Kings Of Convenience (Lançado apenas nos EUA) (CD) - Kindercore - (2000)
- Toxic Girl 7" (Ellet 1999)
- Failure 7" (Ellet 1999)
- Winning a Battle, Losing a War 7" (Ellet Records 1999)

### Singles
| Year | Single                             | Charts | Album                     |
| Year | Single                             | UK     | Album                     |
| ---- | ---------------------------------- | ------ | ------------------------- |
| 1999 | "Brave New World"                  | —      |                           |
| 1999 | "Failure"                          | —      | Quiet Is the New Loud     |
| 1999 | "Toxic Girl"                       | —      | Quiet Is the New Loud     |
| 2001 | "Failure" (re-release)             | 63     | Quiet Is the New Loud     |
| 2001 | "Toxic Girl" (re-release)          | 44     | Quiet Is the New Loud     |
| 2001 | "Winning a Battle, Losing the War" | —      | Quiet Is the New Loud     |
| 2004 | "Misread"                          | —      | Riot on an Empty Street   |
| 2004 | "I'd Rather Dance with You"        | 60     | Riot on an Empty Street   |
| 2005 | "Know How" (feat. Feist)           | —      | Riot on an Empty Street   |
| 2009 | "Mrs. Cold"                        | —      | Declaration of Dependence |
| 2009 | "Boat Behind"                      | —      | Declaration of Dependence |